# Igranka
«Igranka» (укр. «Танець») — пісня чорногорського гурту «Who See» та чорногорської співачки Ніни Жижич, з якою вони представляли Чорногорію на пісенному конкурсі Євробачення 2013. Пісня була виконана 14 травня в першому півфіналі, але до фіналу не пройшла.